# 郭廷弼
郭廷弼，漢軍鑲黃旗人，清朝政治人物。贡生。
1661年，接替刘洪宗任松江府知府一职，任内为官贪婪。1664年，由张羽明接任。